# SG Stern Kaulsdorf
Die SG Stern Kaulsdorf ist eine deutsche Sportgemeinschaft aus Berlin, in der Fußball sowie Faustball gespielt wird. Die Fußballabteilung ist ein Nachfolger der BSG Lok Ost Berlin, Heimstätte ist der Sportplatz Lassaner Straße.

## Sektion Fußball
Stern Kaulsdorf wurde im Jahr 1926 unter der Bezeichnung SC Stern 26 Kaulsdorf gegründet. Sportlich spielte der Club bis 1945 im höherklassigen Berliner Fußball keine Rolle.
Nachdem der SC Stern bereits 1944 seine Mannschaft aus dem Spielbetrieb zurückgezogen hatte, wurde der Club nach Kriegsende als SG Kaulsdorf neu gegründet. Die lose Sportgruppe agierte 1947/48 und 1948/49 für zwei Spielzeiten in der Amateurliga Berlin. In der zweithöchsten Berliner Spielklasse stand die SG Kaulsdorf durchweg im Abstiegskampf, konnte aber zumindest die Sportgruppen der SG Rehberge, SG Falkenberg sowie SG Kreuzberg-Ost hinter sich lassen. Mit der Gründung der DDR, und dem damit verbundenen Rückzug der Ostberliner Vereine aus der Stadtliga, verschwand die SG in der Bedeutungslosigkeit des DDR-Fußballs.
Ab 1950 trat die Spielgemeinschaft wieder kurzzeitig unter ihrem historischen Namen Stern Kaulsdorf an, wurde aber im Anschluss unter die Trägerschaft der Deutschen Reichsbahn gestellt. Der Aufstieg zur drittklassigen Bezirksliga Berlin gelang Lok Ost Berlin nicht mehr.
1990 wurde die BSG in den Berliner Eisenbahnsportverein 1953 umgewandelt. Bereits 1994 lösten sich die Fuß- bzw. Faustballabteilungen analog zum ESV Lok Schöneweide aus dem Gesamtverein der Bahn AG heraus und treten wieder unter dem Namen Stern Kaulsdorf an. Aktuelle Spielklasse ist seit 2014 die Kreisliga A Berlin.

## Sektion Faustball
Die Sektion Faustball spielt in der Hallenrunde 2013/14, mit einem Herrenteam in der 1. Bundesliga (BL) -Nord, sowie einem Damenteam in der 1. BL-Nord.
In der Feldsaison 2014 sind die Herren in der 1. BL-Nord und in der 2. BL-Ost vertreten, die Damen spielen in der 2. BL-Ost.

## Sportgelände
Beide Abteilungen teilen sich das Sportgelände an der Lassaner Straße, direkt am Butzer See. Auf dem Gelände befinden sich zwei Faustballfelder, ein Naturrasen für Fußball mit Aschenbahn, ein Kunstrasen für Fußball sowie ein neuer Rasenplatz auf dem Faustball und Kleinfeldfußball gespielt wird.
2011 wurde der Bau des zweiten Vereinshauses fertiggestellt, welches neue Kabinen, Duschen und Büros beinhaltet.

## Statistik
- Teilnahme Amateurliga Berlin: 1947/48, 1948/49

## Personen
- Toni Mudrack, Musiker
- Lothar Pleuse, Tischtennisspieler, Bronzemedaillengewinner Tischtennis-Europameisterschaft 1964
- Steven Skrzybski, Fußballspieler, aktuell beim Erstligisten Holstein Kiel unter Vertrag
- Bernhard Zuch, Fußballtrainer